# CPU 타임

싱글 CPU 멀티 태스킹 시스템의 CPU 타임
프로그램 P1의 CPU 쿨러 타임

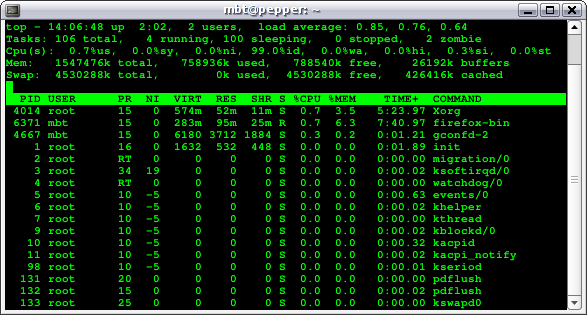
한 유닉스 계통 시스템(GNU/리눅스)에서 top 프로그램을 이용하여 CPU 타임을 보고 있다. (TIME+ 컬럼.)

CPU 타임(CPU time) 또는 CPU 사용률(CPU usage)은 한 컴퓨터 프로그램이 CPU를 차지하여 일을 한 시간의 양을 뜻한다. 보통 클럭 틱 단위로 측정된다. 프로그램들 사이의 CPU 사용률을 비교하기 위해 사용된다.

## 하위 구분
CPU 시간 또는 CPU 사용률은 전체 시스템을 기준으로 각 스레드별로나 각 프로세스별로 보고할 수 있다. 게다가 CPU가 무엇을 하고 있는지에 따라 보고되는 값은 다음과 같이 분류할 수 있다:
- 사용자 시간(user time): CPU가 사용자 공간에서 코드를 실행할 때 바쁜 시간의 양.
- 시스템 시간(system time): CPU가 커널 공간에서 코드를 실행할 때 바쁜 시간의 양.
- 유휴 시간(idle time, 전체 시스템에만 적용): CPU가 바쁘지 않은 시간의 양. 시스템 유휴 프로세스의 시간.
- 스틸 타임(steal time, 전체 시스템에만 적용): 가상화 하드웨어에서 운영 체제가 실행을 원하지만 하이퍼바이저에 의해 허용되지 않은 시간의 양.[1]

## 같이 보기
- CPU
- 프로세스
- 시스템 타임
- 어도비 플래시(주로 저사양 컴퓨터에서 높은 CPU 사용률을 일으킴)

## 참고 자료
- Thimmannagari, Chandra (2005년 1월 1일). 《CPU Design: Answers to Frequently Asked Questions》. Springer. 68쪽. ISBN 0-387-23799-2.